# دراما في الهواء
دراما في الهواء (بالفرنسية: Un drame dans les airs)‏، (بالإنجليزية: A Drama in the Air)‏ قصة قصيرة من تأليف الروائي جول فيرن صدرت عام 1851. وهي أحد الروايات القصيرة من مجموعة دكتور أوكس.